# Государственная служба экспортного контроля Украины
Государственная служба экспортного контроля Украины (укр. Державна служба експортного контролю України) — центральный орган исполнительной власти, деятельность которого направляется и координируется КМУ через Министерство экономики Украины.

## Описание
Основными задачами Госэкспортконтроля Украины являются:
- реализация государственной политики в области государственного контроля за международными передачами товаров военного назначения, двойного использования и других товаров, не внесённых в списки товаров, подлежащих государственному экспортному контролю и относительно которых в соответствии с Законом Украины[англ.] «О государственном контроле за международными передачами товаров военного назначения и двойного использования»[2] могут быть применены процедуры государственного экспортного контроля, а также внесение предложений по её формированию;
- защита национальных интересов и укрепление международного авторитета Украины во время осуществления государственного контроля за международными передачами товаров путём обеспечения выполнения международных обязательств Украины, связанных с нераспространением оружия массового уничтожения, средств его доставки и ограничением передач обычных видов вооружения для недопущения их применения в террористических и других противоправных целях;
- содействие развитию международного сотрудничества и взаимодействию с соответствующими органами иностранных государств и международными организациями по вопросам нераспространения и экспортного контроля.[3]